# Château de Fooz
Le château de Fooz est situé en Wallonie à Wépion en province de Namur (Belgique). Les terres du château appartenaient à l'hôpital Saint-Jacques de Namur, elles furent vendues à Albert de Tamison pour une rente de 23 florins en 1623 et celui-ci y construit un château de plaisance accompagné de deux pavillons. Cet ensemble est représenté par Remacle Le Loup dans Les Délices du Pays de Liège en 1738. 
Le domaine fut ensuite vendu en 21 février 1736 à Thomas Maloteau président du Conseil provincial  . L’année suivante il remboursa à l’hôpital le capital de 366 florins. Ses terres et au-delà furent érigés en seigneurie hautaine par un acte de 1753 et confirmé par patentes de l'impératrice Marie-Thérèse d'Autriche en 1755 pour 1550 florins. La seigneurie fut à nouveau vendu en 1793 à Lambert-Alexis de Montpellier, il transforma le jardin à la française en jardin à l'anglaise, il y plaça notamment un des premiers Magnolia tripetala du pays, ses héritiers vendirent le domaine au médecin Maximilien-Josephe Janmart. La vente a eu lieu le 4 octobre 1835. Le domaine était constitué du château, des bâtiments de ferme, remises, écuries, étables, granges, jardins, bois, prairies et terres labourables sur 77 bonniers 33 perches et 27 aunes . Depuis lors il est resté dans sa descendance. 
Le château a subi d'importantes modifications aux XVIIIe, XIXe et  XXe siècles. Par exemple, en 1910 Paul Saintenoy reçut comme commande la réalisation d'une extension côté Meuse, qu'il réalisa dans l'esprit de Viollet-le-Duc.   